# Corallovexia
Corallovexia – rodzaj widłonogów z rodziny Corallovexiidae.
Takson ten wprowadzony został w 1975 roku przez Jana H. Stocka, a jego gatunkiem typowym wyznaczono, opisaną w tej samej publikacji, Corallovexia longibrachium.
Widłonogi te osiągają od 4 do 5 mm długości ciała, które podzielone jest na głowotułów (cefalosomę), metasomę (pereon) i odwłok (urosomę). Głowotułów obejmuje głowę i pierwszy segment tułowia; oddzielony jest od metasomy połączeniem stawowym. Warga górna wyodrębniona jest dość dobrze, w przeciwieństwie do wargi dolnej. U samicy obecne są w formie niezróżnicowanych płatów szczęki drugiej pary, a z wyjątkiem C. ventrospinosa także żuwaczki. Brak natomiast u niej szczękonóży. Narządy gębowe samca cechują się sklerytem oralnym alfa silnie odgiętym ku przodowi, a sklerytem delta w przybliżeniu V-kształtnym, o tylnym końcu ostrym, a przednich gałązkach biegnących najpierw rozbieżnie, a potem zbieżnie. Metasoma jest długa, robakowata, u samicy jej segmenty mają w tylnych częściach mięsiste, zakrzywione, równych długości wyrostki boczne, zwane pereonitami; występuje ich łącznie pięć lub sześć par. Odnóża tułowiowe uwstecznione są do formy niesegmentowanej, kulistawej. Odwłok u samicy jest bardzo krótki, niemal zanikły, oddzielony od metasomy połączeniem stawowym. U samca odwłok jest natomiast bardzo długi, robakowaty, nieodgraniczony od metasomy. Furka samicy jest krótka i nierozgałęziona.
Przedstawiciele rodzaju są pasożytami wewnętrznymi koralowców, znajdowanymi m.in. w ciele Acropora palmata, Colpophyllia natans, Manicina areolata oraz różnych gatunków z rodzajów Diploria i Montrastraea. Znajdywane są głównie w mezoglei, czasem też między mezenteriami jamy chłonąco-trawiącej.
Do rodzaju tego należy 8 opisanych gatunków:
- Corallovexia brevibrachium Stock, 1975
- Corallovexia dorsospinosa Stock, 1975
- Corallovexia kristenseni Stock, 1975
- Corallovexia longibrachium Stock, 1975
- Corallovexia mediobrachium Stock, 1975
- Corallovexia mixtibrachium Stock, 1975
- Corallovexia similis Stock, 1975
- Corallovexia ventrospinosa Stock, 1975